# Lamellisabella denticulata
Lamellisabella denticulata är en ringmaskart som beskrevs av Southward 1978. Lamellisabella denticulata ingår i släktet Lamellisabella och familjen skäggmaskar. Inga underarter finns listade i Catalogue of Life.